# Ambicija
Ambicija je močno hotenje, želja po uspehu in uveljavitvi, ki se po navadi pojavlja v okviru ambicioznosti, ki je lastnost ambicioznega človeka. Psihološka tradicija definira ambicijo v povezavi s cilji in načrti za doseganje le-teh. Ambicije so prisotne pri različnih vidikih našega življenja, delimo jih na pozitivne in negativne. 
Ambicioznost je lastnost, pri kateri gre za vztrajno in splošno prizadevanje za dosego uspeha, doseganje ciljev in dosežkov. Psihologija ambicioznost definira v okviru osebnostne strukture. Ambicioznost je osebnostna lastnost posameznika, ki jo lahko opišemo kot željo po doseganju zaključkov, predvsem uspešnih, želja po uveljavitvi, slavi in bogastvu. V okviru psihologije dela se ambicioznost povezuje tudi z uspehom na delovnem mestu in spolno stereotipnostjo. 

## Definicije

### SSKJ
V slovarju slovenskega jezika sta ambicioznost kot lastnost in ambicija kot samostalnik razloženi tako:
- ambicióznost  -i ž (ọ̑): lastnost ambicioznega človeka
- ambícija  -e ž (í):  močno hotenje, želja po uspehu, po uveljavitvi

### Ambicija  ≠ aspiracija
Ambicije ne pomenijo istega kot aspiracije. Razlika med njimi je v specifičnosti. Aspiracije so bolj specifične in natančneje definirane kot ambicije, na primer: aspiracija = narediti specializacijo iz klinične psihologije). Pri aspiracij gre za točno določeno željo in težnjo, pri ambiciji pa govorimo na splošno o doseganju ciljev in uspehov. 
- aspirácija  -e ž (á):  prizadevanje za kaj; težnja, želja

### Definicije ambicij
Koncept ambicija in osebnostna lastnost ambicioznost sta zelo malo preučevana fenomena, kar je zanimivo, saj so sorodni koncepti kot so karierna motivacija, aspiracije in potreba po doseganju, zelo dobro raziskana področja. 
Ambicijo lahko definiramo na več različnih načinov. Psihološka tradicija definiranja ambicij je,  da jih opisujejo v povezavi s cilji in načrti za doseganje le-teh, kar ustrezno opiše teorija postavljanja ciljev (Locke, 1996), ki je ena izmed motivacijskih teorij uporabljena za motiviranje zaposlenih. Po tej teoriji je ambicija omenjena kot vir razlik med cilji pri različnih posameznikih. 
Ambicioznost je lastnost, pri kateri gre za vztrajno in splošno prizadevanje za dosego uspeha, doseganje ciljev in dosežkov. Ambicioznost se ne kaže le na enem področju in ne preneha obstajati, ko je dosežen prvi cilj, saj je definirana kot splošna, generalna želja po doseganju ciljev. Ambicioznost večkrat povežemo s prizadevanjem za dosego položaja in bogastva in ne kot prizadevanje za splošno dobro počutje in socialno-čustveno sprejemanje. O ambicioznosti govorimo predvsem v povezavi z doseganjem, s potjo in načini, ki pripeljejo do dosežka in ne le z dosežkom samim.  
Ambicioznost je bolj prisotna v življenjskih situacijah povezanih s poklicnim uspehom in je v večji meri preučevana v kontekstu kariernih uspehov, saj je orientirana enodimenzionalno v prioritiziranje dela, kariero, vpliv, moč in visoko plačo.
Psihologija ambicioznost definira tudi v okviru osebnostne strukture, in sicer kot osebnostno lastnost posameznika, ki jo lahko opišemo kot željo po doseganju uspešnih zaključkov, želje po uveljavitvi, slavi in bogastvu. Ambicije so tudi del motivacijskega procesa pri delu, ki je orientiran k doseganju rezultatov. 

### Področja, pri katerih si posamezniki postavljajo ambicije
Ambicije posameznikov so lahko vezane na zelo raznolika področja. Največkrat se nanašajo na poklicno področje, a obsegajo tudi druga področja kot so :
- Zakon, partnerstvo, poroka
- Družina (sem spada tudi pomoč pri razvoju otrokovih ambicij)

- Izobraževanje
- Dobrodelnost, prostovoljstvo
- Samoaktualizacija
- Finančne ambicije
- Prosti čas

### Pozitivne in negativne ambicije
Ambicija ni nevtralen koncept. Izoblikuje se na podlagi implicitnih in eksplicitnih norm in pravil.
- Pozitivna ambicija lahko pojasni željo po kompetentnem izpolnjevanju različnih odgovornosti in pomoč pri doseganju kolektivnih ciljev. Pozitivna ambicija je povezana z učenjem, rastjo in samoaktualizacijo.[2]

- Negativna ambicija se navezuje na individualistično težnjo po doseganju moči in na sebično vedenje. Negativna ambicija je povezana s hierarhijo, statusom, prestižem in plačo [2].

## Ambicioznost in osebnostna struktura
Ambicioznost je pogosto raziskovan koncept v okviru socialno-psihološke perspektive, kjer je opisan kot individualna lastnost oziroma osebnostna poteza. V povezavi z osebnostno sturkturo se pogosteje uporablja izraz ambicioznost in ne ambicija. V večini raziskav je opredeljena kot podfaktor vestnosti ali ekstravertnosti, ampak raziskave, ki bi eksplicitno uvrstile ambicioznost v osebnostni model velikih pet (Big five), niso znane. 
Ambicioznost prištevajo k vestnosti zato, ker so višji nivoji organiziranja in tendenca po postavljanju ciljev in ravnanjem v smeri doseganja le-teh, del koncepta vestnosti. Vestni posamezniki so bolj ciljno orientirani. Nekatere raziskave so pokazale, da si vestni posamezniki cilje postavljajo bolj pogosto in tudi bolj težijo k doseganju ciljev, ki si jih postavijo. Prav tako si vestni posamezniki postavljajo več življenjskih ciljev, težijo k uspešni karieri, vplivnemu delovnemu mestu in bogastvu. 
Pri ekstravertnosti gre za težnjo po socialnem statusu. Ekstraverti poskušajo izkoristiti čim več iz okolja in stimulacije iz okolja prenesti v aktivno doseganje lastnih ciljev. Ekstravertnost je tudi statistično pomembno povezana z zaupanjem v dosežke v karieri. Posamezniki, ki so že v otroštvu kazali več aktivnosti in socialnih stikov, imajo pozneje višje ambicije po življenjskih dosežkih. Ekstraverti imajo tako višje želje po uspehu na splošno in več samozaupanja v doseganje ciljev, kar lahko vodi k višji stopnji ambicioznosti. 
Nevroticizem je še ena izmed dimenzij, za katero bi pričakovali, da bo (negativno) povezana z ambicioznostjo. Nevrotični posamezniki so nagnjeni k temu, da jih skrbi in da dvomijo. Po socialno-kognitivni percepciji si bodo manj pogosto postavljali ambicije, ker prihodnost večkrat vidijo v negativni luči in imajo negativna pričakovanja o dogodkih in tem, da se stvari ne bodo izšle v pravo smer. Zaradi tega si tudi ne postavljajo življenjskih ciljev, saj zanje mislijo, da za njih niso uresničljivi in da niso realistični. Posamezniki, ki so labilno delovali že v otroštvu, kasneje v življenju dosegajo nižje karierne dosežke. 

### Vplivi na razvoj ambicioznosti in ambicij
Faktorje vpliva na razvoj ambicioznosti in ambicij delimo v tri kategorije:  
- makro (večji zgodovinski dogodki, socialni vplivi, družbene vrednote, družbena pričakovanja v določenem zgodovinskem obdobju) vplivi,

- mikro (dogodki pomembni za posameznika, npr. smrt očeta, osebnostne značilnosti, samo-dojemanje) vplivi,

- razvojni vplivi (spremembe posameznika preko let). [3]

Z vidika socialno-konstruktivistične perspektive je poimenovanje in razvoj ambicij močno povezan z zgodovinskimi in kulturnimi specifičnostmi. To pomeni, da je ambicija odvisna od konteksta z vidika časa in kraja, v katerem posameznik živi. Ambicija je produkt socialnih interakcij, ki temeljijo na implicitnih in eksplicitnih kulturnih normah in pravilih družbe kot na primer, v sodobni družbi še vedno prevladuje maskulinost družbe, ki predpostavlja, da sta status in moč med spoloma neenakomerno razporejena, v prid moškega spola. 
Ambicioznost je primarno rezultat energije in odločenosti v kombinaciji z jasnimi cilji, zato tudi lahko rečemo, da ambicioznost temelji predvsem na posameznikovi samodejavnosti (samoaktualizaciji). Poleg tega je ambicioznost ena izmed podfaktorjev  velikih pet, kar pomeni, da so posamezne komponente ambicioznosti podedovane. K razvoju ambicioznosti v veliki meri doprinese tudi okolje, v katerih posameznik deluje in odrašča. Pri postavljanju in doseganju ambicij gre običajno za kontekst edukacije ali službe. Poleg tega pa na posameznika že zelo zgodaj vpliva  družinsko okolje, v katerem posamezniki odraščajo. Otroci svoje starše dojemajo kot modele. Če otrok odrašča v okolju, kjer so mu starši model uspešnega posameznika na poklicnem področju, bo v prihodnosti tudi sam želel postati tako uspešen kot njegovi starši. Pomembne so tudi vrednote, ki jih otrok prevzame od staršev. Če so te vrednote povezane z uspehom na poklicnem in izobraževalnem področju, bo tudi sam stremel k delovanju v skladu s temi vrednotami.  Kar kaže na to, da se ambicioznost začne kazati že zelo zgodaj v družini (primerjanje med sorojenci) in se nadaljujeje tudi v šolsko obdobje (biti najboljši v razrednem tekmovanju).  
Posamezniki, ki imajo več osebnostnih značilnosti, ki vodijo k uspehu imajo več možnosti, da postanejo ambiciozni, ker imajo višja pričakovanja in več motivacije za doseganje ciljev. Tudi otroci, ki že v otroštvu kažejo visoke sposobnosti na različnih področjih, so bolj spodbujani k doseganju ciljev s strani okolja. Eden najpomembnejših faktorjev za poklicno in okoljsko uspešnost pa je zagotovo splošna mentalna sposobnost. Posamezniki z višjo splošno mentalno sposobnostjo, bodo dosegali ali pa vsaj želeli dosegati uspehe, kar jih bo še naprej spodbujalo k postavljanju ambicij. 

## Ambicije na delovnem mestu
Ambicija je socialni in odnosni konstrukt, pogosto ustvarjen znotraj konteksta dela, ki se izoblikuje preko socialnih interakcij in pozitivne povratne informacije, podpore in spodbud s strani zaposlenih in nadrejenih. 
Ambicioznost je ena od lastnosti, ki pomembno vpliva na uspeh na delovnem mestu. Posameznikove ambicije so spodbuda za vsakdanje delo in nadaljnje izpopolnjevanje, napredovanje in doseganje vse boljših uspehov v poslovnem ter zasebnem življenju. Pretirana ambicioznost v poslovnem svetu ni najbolj zaželena. Lahko je škodljiva za tistega, ki jo kaže, in tudi za delovno okolje (egoizem, skrb za lastne interese v škodo skupnih interesov). Primerno je vzpostavljati zmerno ambicioznost, tako, da si postavljamo realne cilje, da doseganje le-teh sproti spremljamo in objektivno vrednotimo. 
Ambicioznost se pogosto prepleta s tekmovalnostjo, saj na vseh področjih, kjer želimo kaj doseči ali napredovati po karierni lestvici, trčimo na nekoga, s katerim se zavedno ali pa nezavedno primerjamo. Socialna primerjava nas lahko vodi do tekmovalnosti, tako odkrite kot prikrite. 

### Različni diskurzi ambicij na delovnem mestu glede na socialni konstruktivizem
Glede na socialni konstruktivizem lahko ločimo različne diskurze ambicije na delovnem mestu:
- Osebni razvoj (angl. Individual development)

- Obvladovanje naloge (angl. Mastery of the task)

- Karierna mobilnost navzgor (angl. Upward career mobility)
- Ambicije kot vir organizacije (angl. Ambition as a resource)

#### Ambicije kot uporaben vir za razvoj organizacije
Tovrstna oblika ambicij je velikokrat prepoznana pri vodjah. Ambicije so povezane z zavezanostjo nalogi in organizaciji, s pripravljenostjo dela (dodatne ure brez ugovarjanja) in z željo po izboljšanju procesov in ponudbe organizacije. Za posameznike, ki si postavljajo takšne ambicije, je značilna neprestana dosegljivost, prioretiziranje dela in ciljna usmerjenost. 

## Ambicioznost in spol
V raziskavi, ki je vključevala intervjuje posameznikov tako moških kot žensk, o njihovih ambicijah, željah, usmeritvah v otroštvu in sedaj, se je pokazalo, da so udeleženci kot otroci, vsi, ne glede na spol, stremeli k podobnim ambicijam. Vsi so imeli definirane želje, cilje usmerjene v določeno veščino (šport, umetnost) in v željo po priznanju s strani širše množice (slava, uspeh). Želja po rekogniciji v odraslosti upade, saj pretirano iskanje pohval ni zaželeno, kljub temu, da so ravno pohvale in odobravanje naših dosežkov gonilo za nadaljnje doseganje novih ciljev. Ženske so v zavračanju pohval še bolj intenzivne. Lastne uspehe, v večji meri kot moški, pripisujejo zunanjim dejavnikom, kar tudi vpliva na manj postavljenih novih ciljev in razvoj nižje stopnje ambicioznosti kot pri moških.
Razlike v spolu so povezane s stopnjo tolerance do stresa. Ženske imajo po večini nižjo toleranco kot moški in si zato zastavljajo tudi nižje cilje, ki jih bodo lahko dosegle brez doživljanja negativnih posledic stresa. 
Razlike v ambicioznosti glede na spol se kažejo tudi v tem, da imajo lahko ženske nižje ambicije, ker se ne primerjajo z vsemi zaposlenimi, ampak le z ženskimi sodelavkami. Prav tako se visoko usposobljeni ali izobraženi posamezniki primerjajo le z drugimi tako visoko izobraženimi in imajo posledično tudi višje cilje. 
Raziskave kažejo tudi, da ne glede na spol, bolj ambiciozni posamezniki vložijo več truda in doprinesejo več idej na delovno mesto, kot njihovi neambiciozni sodelavci. 

### Ambicije in spolna stereotipnost na delovnem mestu
Teorija socialnih vlog, ki jo je leta 1987 objavila Eagly, zagovarja, da sta ženska spolna vloga in poklicna vloga (v večini kontekstov) nekonsistentni. Ko se ženske ravnajo po poklicni vlogi, ki po navadi vključuje več moških značilnosti, večkrat doživijo diskriminacijo, saj ne opravljajo tradicionalnih ženskih vlog. Prav tako pa podoben negativen odziv doživijo tudi, ko želijo slediti spolni vlogi, saj jih posamezniki zaradi tega ne dojemajo kot ustrezne vodje. Prav to nakazuje, da je okrog ambicij razvitih veliko spolnih stereotipov. Samoumevno je, da je moški ambiciozen na področju kariere in mu tega ni potrebno eksplicitno izražati. Ženske pa morajo preseči tipično spolno predstavo in poleg skrbi za otroke ali starejše, jasno izraziti ambicijo o tem, da so tudi one resne karieristke. 
Ženska spolna vloga je bolj definirana v smeri kolektivnosti, da morajo ženske skrbeti za druge, da so bolj empatične in so zato bolj usmerjene v skupinske cilje in lastnim dosežkom dajejo manjšo vrednost. Prav tako ženske v življenju igrajo več različnih vlog kot moški (predana mama, inovativna sodelavka, privlačna ženska, podporna žena ...) in se imajo zato v manjši meri čas posvetiti same sebi. Ženske so v manjši meri individualistične in manj stremijo k lastnim dosežkom. Takšno mišljenje in vedenje je posledica tradicionalnih spolnih vlog v družbi, ki pa se vse bolj nevtralizirajo in tudi ženske postajajo bolj individualistične in posledično tudi bolj ambiciozne.

#### Odobravanje in spolna stereotipnost na delovnem mestu
Raziskave kažejo, da naj bi ženske skozi celoten proces šolanja dobivale manj odobravanja za njihove dosežke kot moški, na primer: učiteljice v večji meri k sodelovanju v debati spodbujajo fante in jim dajejo več pohval ob deljenju mnenj in podobno. Tudi kasneje v poklicnih vlogah, naj bi moške v primerjavi z ženskami, dojemali kot sposobnejše na vodstvenih položajih. Kljub temu, da število žensk na vodilnih položajih v zadnjih desetletjih v večini industrializiranih državah narašča, je še vedno malo posameznic, ki bi dosegale najvišja mesta v poslovnem svetu Tudi po statističnih podatkih več vodilnih vlog zasedajo moški , saj se ženskam pripisuje, da naj ne bi znale obvladovati tekmovalnih situacij. To sicer ni res, saj se ženski tekmovalni stil le razlikuje od tekmovalnega vedenja moških. Ženske se izogibajo neposredni tekmovalnosti in ambicioznost izražajo prikrito, a to še ne pomeni, da so pri tem manj učinkovite. Pri ženskah pomembno vlogo igrajo zastavljeni cilji, saj morajo ženske imeti v mislih točno določen cilj, da v njih sproži tekmovalnost. 

#### Delovne naloge in spolna stereotipnost na delovnem mestu
Delovne naloge, ki naj bi bile bolj zahtevne (na primer: naloge na vodilnih položajih) izključujejo delovne naloge kot so učenje otrok, skrb za starejše ali bolne, kar so po navadi delovne naloge, ki jih prevzemajo ženske. Čeprav so tudi ti poklici zahtevni, niso tako cenjeni kot vodstveni položaji, ki jih po navadi zasedajo moški. Prav tako bodo nadrejeni zahtevnejšo nalogo večkrat dali moškim, saj so v manjši meri pripravljeni dati tovrstne naloge ženskam. Po drugi strani pa se delovno nalogo, ki jo mora opraviti ženska, začne dojemati kot lažjo nalogo.

### Karierne poti moških in žensk
Ženske si želijo drugačne karierne poti kot moški. Karierni vzorci moških običajno kažejo na neprekinjeno linearno napredovanje navzgor po organizacijski hierarhiji, medtem, ko je karierna pot žensk večkrat dvoumna in zapletena, ima več zaporednih vzponov in prekinitev. Ženske karierne poti do vodstvenega položaja so večkrat opisane z metaforo »tek čez ovire« (angl. obstacle course).
Ambicioznost na delovnem mestu je večkrat povezana s številom delovnih ur in nadur, kar se povezuje tudi z materinstvom. Posameznice, ki imajo otroka posledično delajo manj ur, to pa naj bi nakazovalo na manjše ambicije o karieri in manjšo zavezanost delu.
Ovira mladih žensk, ki se zaposlijo je, da bodo v kratkem času potencialno imele otroke. To predstavlja oviro zato, ker so ta leta prav tako najbolj primerna za razvoj kariere. Prav zaradi tveganja, da bo mlada ženska med razvoj kariere in na začetku poklicne poti postala mama in s tem bila manj predana razvoju kariere, se mladih žensk ne dojema kot potencialnih tekmic za vodilna mesta. S tem prepričanjem se povezuje tudi generalno prepričanje o ženskah, da si zaposlene ženske bolj verjetno kot moški želijo poroke, otrok in manj delovnih ur. 

### Razvoj ambicij žensk
Idealni pogoji za doseganje in še prej priznavanje lastnih ambicij pri ženskah so, da imajo dekleta močno, kompetentno mamo, ki se ne bo počutila ogroženo zaradi hčerinega uspeha in ne bo ljubosumna nanjo. Prav tako je potreben odziven oče, ki bo hči sprejemal in bil ponosen na hčerino identifikacijo z določenimi vidiki njegove vloge. 

## Raziskovanje ambicij žensk skozi tri generacije
Raziskovali so ambicije pri ženskah preko treh generacij (hči, mama, stara mama). V namen raziskave so udeleženke podale seznam njihovih ambicij, ki jih želijo doseči v življenju ali pa so jih že dosegle. Naprošene so bile, da predstavijo ambicije na različnih vidikih svojega življenja in se ne osredotočajo le na karierne cilje, s katerimi se ambicije največkrat povezujejo. Avtorici te raziskave sta pregledali dosedanje definicije ambicioznosti ter ambicij in ugotovili, da se nobena od definicij ni nanašala izključno le na ženske. Avtorici želita razviti širšo definicijo, ki bo dovoljevala žensko percepcijo o ambicioznosti in raziskati različne percepcije dojemanja ambicioznosti v različnih generacijah. 

#### Faktorji vpliva na ambicije
Na razvoj ambicij pri ženskah  je imela največji vpliv sprememba dojemanju ženske vloge v družbi preko generacij. Najstarejšim udeleženkam (stara mama) so najpomembnejše vloge bile žena in mati, skozi čas pa so postale vse bolj pogoste ambicije na izobraževalnem in poklicnem področju. Udeleženke srednje generacije (mame) so lahko izpolnjevale ambicije na poklicnem področju, a so vseeno imele malo možnosti za denarne nagrade in povišanja. Prav tako je bilo prisotno veliko spolne diskriminacije, ki je negativno vplivala  na doseganje njihovih ambicij. Velik vpliv so imele tudi ekonomske razmere. Najstarejše udeleženke so odraščale v času Velike gospodarske krize. Najboljše ekonomske pogoje so imele najmlajše udeleženke. 

#### Doseganje ambicij
Najstarejše udeleženke ocenjujejo, da niso bile najbolj uspešne pri doseganju postavljenih ciljev. Starejša generacija opisuje več doseženih ciljev v povezavi z družino in zakonom. Podobne dosežene ambicije opišejo tudi udeleženke srednje generacije in omenijo, da obžalujejo, da niso dosegle več raznovrstnih ambicij, ki so si jih postavile. Mlajša generacija doda k seznamu ambicij še izobraževanje (dokončana univerza). Mlajša generacija je tudi bolj samozavestna glede nadaljnjega uspeha o doseganju ambicij. 

#### Medgeneracijski vpliv
V raziskavi niso dokazali, da bi hči in vnukinja vplivali na ambicije stare mame, najbrž zaradi njene ustaljene definirane ženske vloge. Ambicije stare mame so v manjši meri pod vplivom ambicij njene družine in so po večini pod vplivov zdravja in posledično možnosti, ki jim ga njihovo zdravstveno stanje dopušča. Stare mame so vplivale na svoje hčere (mame), in sicer negativno, tako, da jim niso dale vodil ali emocionalne in finančne podpore za doseganje njihovih ambicij. Najbrž predvsem zaradi ne poznavanja drugačnih ženskih vlog. Mlajša generacija (hčere) so že poročale o vplivu mam na njihove ambicije, saj so jim mame omogočale podporo za doseganje postavljenih ciljev. Prav tako hčere poročajo o pozitivnem vplivu na svoje mame, v smislu navduševanja in spodbujanja za spoznavanje novih stvari. 
Mlajše generacije žensk so pred poroko čutile potrebo po izoblikovanje osebne identitete, saj so menile, da njihove mame tega niso storile. Hčere so čutile, da je pomanjkanje lastne identitete pri njihovih mamah, zaviralo njihov razvoj in doseganje ambicij. 

#### Vloge žensk v različnih generacijah
V tabeli so prikazane spremembe glede dojemanja in razvoja različnih vlog žensk skozi različne generacije.
|                                                       | najstarejša generacija (stara mama)       | srednja generacija (mama)                 | najmlajša generacija (hči)                                                       |
| ----------------------------------------------------- | ----------------------------------------- | ----------------------------------------- | -------------------------------------------------------------------------------- |
| vloga v družbi, ki si jo je posameznica želela doseči | mama, gospodinja, žena                    | usklajevanje družinskih in poklicnih vlog | mama, gospodinja, žena, uslužbenka, uspešna, samostojno, razvijajoča posameznica |
| poklicne ženske vloge značilne za generacijo          | učiteljica, medicinska sestra, gospodinja | tipični ženski poklici                    | različne službe, tudi tipični moški poklici (npr. prodajni zastopnik)            |
| usklajevanje družinskih in poklicnih vlog             | ni bilo potrebno                          | potrebno v manjši meri                    | je potrebno                                                                      |